# عبد الله خطاب
عبد الله خطاب ؛ مواليد 9 نوفمبر 1994 في مكة، السعودية، هو لاعب كرة قدم سعودي يلعب لنادي النجمة.

## مسيرة اللاعب
كانت بداياته مع نادي الوحدة ووقع مع نادي النجوم مطلع عام 2018 و وقع مع نادي ضمك مطلع عام 2020 و أعير في نفس الوقت إلى نادي المجزل و بعدها أعير إلى نادي العدالة و انتقل إلى نادي الجبلين مطلع عام 2022 و بعدها لعب مع نادي القيصومة ونادي هجر ونادي النجمة.

## الحياة الشخصية
عبد الله هو شقيق اللاعب حسان خطاب.

## روابط خارجية
- عبد الله خطاب على موقع قاعدة بيانات كرة القدم.إي يو (الإنجليزية)
- عبد الله خطاب على موقع Soccerway.com (الإنجليزية)